# Les Aventures de Superman
Les Aventures de Superman (Adventures of Superman) est une série télévisée américaine en 104 épisodes de 25 minutes, dont 52 en noir et blanc, créée d'après le personnage des comics éponyme par Jerry Siegel et Joe Shuster et diffusée entre le 19 septembre 1952 et le 28 avril 1958 en syndication.
En France, la série a été diffusée à partir du 12 septembre 1987 sur Canal+ et rediffusée sur Syfy.

## Synopsis
Superman est un extra-terrestre venant de Krypton ; il habite sur Terre depuis son enfance. Il combat le mal sous toutes ses formes et ses forces surhumaines l'aident grandement.

## Distribution
- George Reeves : Clark Kent / Superman
- Phyllis Coates : Lois Lane (1952-1954)
- Noel Neill : Lois Lane (1954-1958)
- Jack Larson (VF : Georges Caudron) : Jimmy Olsen
- John Hamilton : Perry White
- Robert Shayne : Inspecteur Bill Henderson

## Commentaires
Devant le succès du film Superman et les Nains de l'enfer, Warner Bros décide d'adapter les aventures de Superman sous forme de programme pour ce qui fut à l'époque un nouveau type de média : la télévision. George Reeves reprend les traits de l'homme d'acier ainsi que celui de son alter ego Clark Kent. Phyllis Coates est choisie pour le rôle de Lois Lane.
Lorsqu'il faisait son entrée sur scène, Reeves sautait sur un trampoline (même pour prendre son envol) et défonçait sans cesse des murs, une chose que l'acteur adorait faire.
La saison 3 marque un tournant dans la série : Grâce à un budget plus important, elle est désormais filmée en couleur avec des scènes d'action plus spectaculaires et de meilleurs effets spéciaux. Noel Neill, déjà présente dans le serial Superman avec Kirk Alyn dans le rôle-titre, succède à Phyllis Coates dans le rôle de Lois Lane.
Le succès de la série ne se dément pas au fil des années. Cela est dû notamment à la performance de George Reeves qui apporte aux aventures rocambolesques son charme naturel.
La série s'achève brusquement à la saison 6. Une septième saison, qui avait été prévue pour 1959, fut annulée à la suite de la mort de George Reeves.

## Épisodes
Première saison (1952–1953)
1. (Superman on Earth)
2. (The Haunted Lighthouse)
3. (The Case of the Talkative Dummy)
4. (Mystery of the Broken Statues)
5. (The Monkey Mystery)
6. (Night of Terror)
7. (The Birthday Letter)
8. (The Mind Machine)
9. (Rescue)
10. (The Secret of Superman)
11. (No Holds Barred)
12. (The Deserted Village)
13. (The Stolen Costume)
14. (Mystery in Wax)
15. (Treasure of the Incas)
16. (Double Trouble)
17. (The Runaway Robot)
18. (Drums of Death)
19. (The Evil Three)
20. (Riddle of the Chinese Jade)
21. (The Human Bomb)
22. (Czar of the Underworld)
23. (Ghost Wolf)
24. (Crime Wave)
25. (The Unknown People (Part 1))
26. (The Unknown People (Part 2))

Deuxième saison (1953–1954)
1. (Five Minutes to Doom)
2. (The Big Squeeze)
3. (The Man Who Could Read Minds)
4. (Jet Ace)
5. (Shot in the Dark)
6. (The Defeat of Superman)
7. (Superman in Exile)
8. (A Ghost for Scotland Yard)
9. (The Dog Who Knew Superman)
10. (The Face and the Voice)
11. (The Man in the Lead Mask)
12. (Panic in the Sky)
13. (The Machine That Could Plot Crimes)
14. (Jungle Devil)
15. (My Friend Superman)
16. (The Clown Who Cried)
17. (The Boy Who Hated Superman)
18. (Semi-Private Eye)
19. (Perry White's Scoop)
20. (Beware the Wrecker)
21. (The Golden Vulture)
22. (Jimmy Olsen, Boy Editor)
23. (Lady in Black)
24. (Star of Fate)
25. (The Whistling Bird)
26. (Around the World with Superman)

Troisième saison (1955)
1. (Through the Time Barrier)
2. (The Talking Clue)
3. (The Lucky Cat)
4. (Superman Week)
5. (Great Caesar's Ghost)
6. (Test of a Warrior)
7. (Olsen's Millions)
8. (Clark Kent, Outlaw)
9. (The Magic Necklace)
10. (The Bully of Dry Gulch)
11. (Flight to the North)
12. (The Seven Souvenirs)
13. (King for a Day)

Quatrième saison (1956)
1. (Joey)
2. (The Unlucky Number)
3. (The Big Freeze)
4. (Peril by Sea)
5. (Topsy Turvy)
6. (Jimmy the Kid)
7. (The Girl Who Hired Superman)
8. (The Wedding of Superman)
9. (Dagger Island)
10. (Blackmail)
11. (The Deadly Rock)
12. (The Phantom Ring)
13. (The Jolly Roger)

Cinquième saison (1957)
1. (Peril in Paris)
2. (Tin Hero)
3. (The Town That Wasn't)
4. (The Tomb of Zaharan)
5. (The Man Who Made Dreams Come True)
6. (Disappearing Lois)
7. (Money to Burn)
8. (Close Shave)
9. (The Phony Alibi)
10. (Prince Albert coat)
11. (The Stolen Elephant)
12. (Mr. Zero)
13. (Whatever Goes Up)

Sixième saison (1958)
1. (The Last Knight)
2. (The Magic Secret)
3. (Divide and Conquer)
4. (The Mysterious Cube)
5. (The Atomic Captive)
6. (The Superman Silver Mine)
7. (The Big Forget)
8. (The Gentle Monster)
9. (Superman's Wife)
10. (Three in One)
11. (The Brainy Burro)
12. (The Perils of Superman)
13. (All That Glitters)

## DVD
- États-Unis :

L'intégralité des épisodes est sortie sur le support DVD.
- Adventures of Superman: The Complete First Season (Coffret Digipack 5 DVD-5) sorti le 18 octobre 2005 chez Warner Home Vidéo. Le ratio écran est en 1.33:1 plein écran 4:3. L'audio est en Anglais Mono avec sous-titres anglais, français et espagnols. Les 26 épisodes de la première saison en noir et blanc sont présents. En suppléments : le film Superman and the Mole Men; le documentaire "From Inkwell to Backlot" avec la participation de Jack Larson, Leonard Maltin et d'autres; le court-métrage "Pony Express Days" avec George Reeves; spots publicitaires d'époque Kelloggs; commentaires audio des spécialistes de la série, Gary H. Grossman et Chuck Harter. Il s'agit d'une édition Toutes Zones.
- Adventures of Superman: The Complete Second Season (Coffret Digipack 5 DVD-5) sorti le 17 janvier 2006 chez Warner Home Vidéo. Le ratio écran est en 1.33:1 plein écran 4:3. L'audio est en Anglais Mono avec sous-titre anglais, français et espagnols. Les 26 épisodes de la seconde saison en noir et blanc sont présents. En suppléments : le documentaire "The First Lady of Metropolis" avec Noel Neill, avec Jack Larson, Leonard Maltin et d'autres; commentaires audio de Noel Neill et Jack Larson sur deux épisodes clés; épisode spécial "Stamp Day for Superman" avec introduction de Jack Larson. Il s'agit d'une édition Toutes Zones.
- Adventures of Superman: The Complete Third and Fourth Seasons (Coffret Digipack 4 DVD-5) sorti le 20 juin 2006 chez Warner Home Vidéo. Le ratio écran est en 1.33:1 plein écran 4:3. L'audio est en Anglais Mono avec sous-titres français, anglais et espagnols. Les 26 épisodes couleurs de la troisième et quatrième saisons sont présents. En suppléments : un documentaire "Adventures of Superman: The Color Era"; documentaire "Faster than a Speeding Bullet" sur les effets spéciaux de la série; "Look, up in the sky" (extraits du documentaire produit par Bryan Singer et Kevin Burns). Il s'agit d'une édition Toutes Zones.
- Adventures of Superman: The Complete Fifth and Sixth Seasons (Coffret Digipack 5 DVD-5) sorti le 14 novembre 2006 chez Warner Home Vidéo. Le ratio écran est en 1.33:1 plein écran 4:3. L'audio est en Anglais Mono avec sous-titres français, anglais et espagnols. Les 26 épisodes couleurs de la cinquième et sixième saisons sont présents. Il s'agit d'une édition Toutes Zones.